# Huanggang

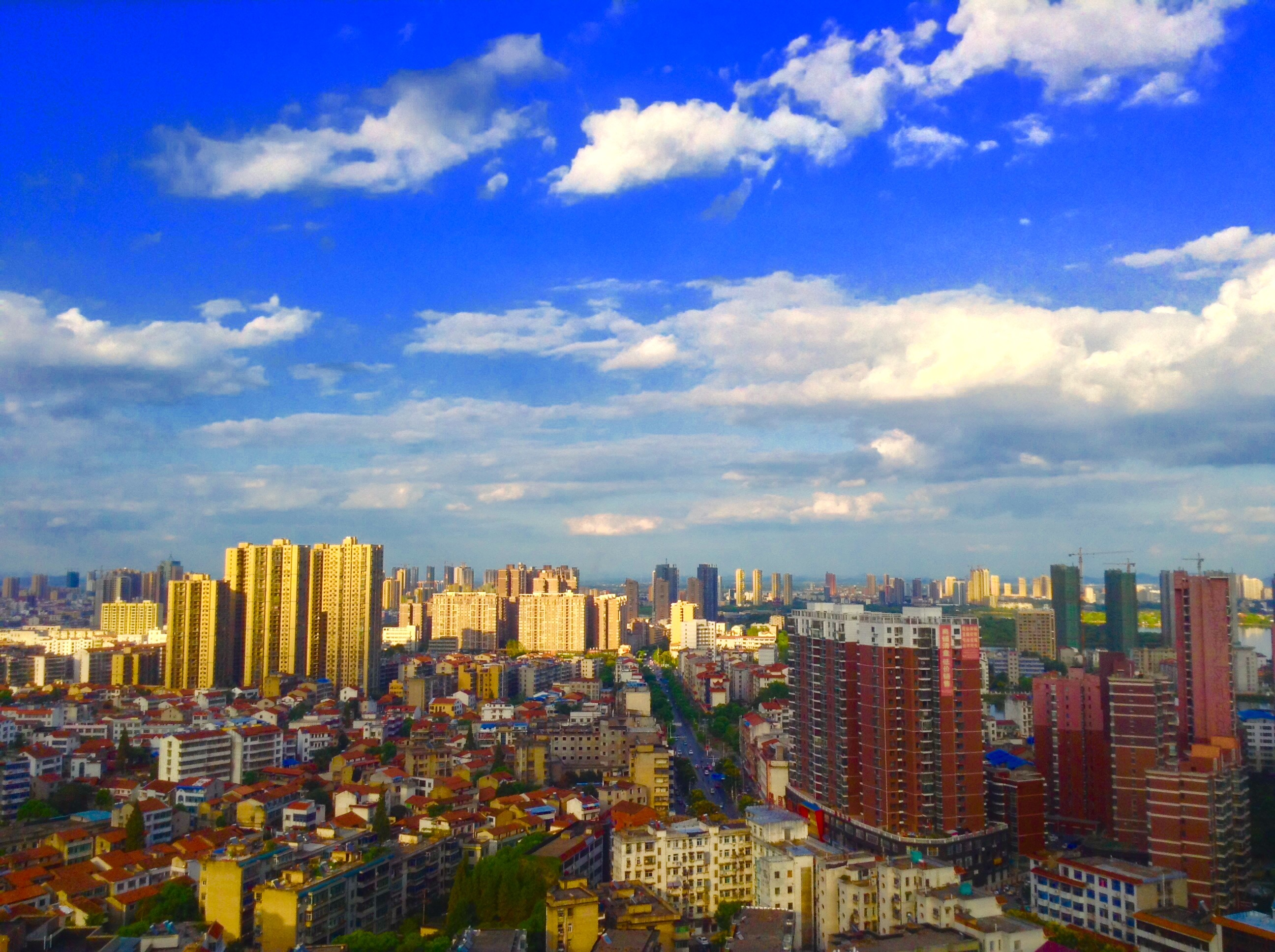
Skyline von Huanggang

Huanggang (chinesisch 黄冈市, Pinyin Huánggāng Shì) ist eine Stadt im Osten der chinesischen Provinz Hubei.

## Administrative Gliederung
Die bezirksfreie Stadt Huanggang setzt sich auf Kreisebene aus einem Stadtbezirk, zwei kreisfreien Städten und sieben Kreisen zusammen. Diese sind :
- Stadtbezirk Huangzhou – 黄州区 Huángzhōu Qū;
- Stadt Macheng – 麻城市 Máchéng Shì;
- Stadt Wuxue – 武穴市 Wǔxué Shì;
- Kreis Hong’an – 红安县 Hóng'ān Xiàn;
- Kreis Luotian – 罗田县 Luótián Xiàn;
- Kreis Yingshan – 英山县 Yīngshān Xiàn;
- Kreis Xishui – 浠水县 Xīshuǐ Xiàn;
- Kreis Qichun – 蕲春县 Qíchūn Xiàn;
- Kreis Huangmei – 黄梅县 Huángméi Xiàn;
- Kreis Tuanfeng – 团风县 Tuánfēng Xiàn.